# Don't Worry, He Won't Get Far on Foot
Don't Worry, He Won't Get Far on Foot este un film american genul comedie dramatică din 2018, scris și regizat de Gus Van Sant, bazat pe memoriile cu același nume al lui John Callahan. Din distribuție fac parte Joaquin Phoenix, Jonah Hill, Rooney Mara și Jack Black.
Filmul a avut premiera mondială la Festivalul de Film Sundance la 19 ianuarie 2018. Este programat să fie lansat pe 11 mai 2018 de către Amazon Studios.

## Distribuție
- Joaquin Phoenix în rolul John Callahan
- Jonah Hill în rolul Donnie
- Rooney Mara în rolul Annu
- Jack Black în rolul Dexter
- Mark Webber în rolul Mike
- Udo Kier în rolul George
- Angelique Rivera în rolul Terry Alvarado
- Olivia Hamilton în rolul Sora Lily
- Steve Zissis în rolul Elias
- Carrie Brownstein în rolul Suzanne
- Heather Matarazzo în rolul Shannon
- Rebecca Rittenhouse în rolul Bonnie
- Ron Perkins în rolul Morton Kimble
- Rebecca Field în rolul Margie Bighew
- Jessica Jade Andres în rolul Cindy
- Kim Gordon în rolul Corky
- Emilio Rivera în rolul Jesus Alvarado
- Sunny Suljic în rolul copilul cu skateboard

## Producție
Pe 29 noiembrie 2016 s-a anunțat că actorul Joaquin Phoenix se alătură echipei conduse de regizorul Gus Van Sant pentru filmul biografic al caricaturistului John Callahan, bazat pe autobiografia acestuia Don't Worry, He Won't Get Far on Foot. Charles-Marie Anthonioz, Mourad Belkeddar și Nicolas Lhermitte au realizat filmul pentru Iconoclast, iar Steve Golin pentru Anonymous Content. În decembrie 2016, Rooney Mara și Jonah Hill s-au alăturat distribuției filmului. În februarie 2017, Jack Black s-a alăturat distribuției filmului, iar în martie același an Mark Webber și Angelique Rivera.

## Filmările
Filmările principale au început la 6 martie 2017 în Portland, Oregon. Producția s-a încheiat la 6 aprilie 2017.

## Lansare
Amazon Studios va distribui filmul. A avut premiera mondială la Festivalul de Film Sundance la 19 ianuarie 2018. Este programat să fie lansat pe 11 mai 2018.